# Васко Карангелевски
Васко Ангелов Карангелевски (на македонска литературна норма: Васко Каранѓелевски) е югославски комунистически партизанин и народен герой на Югославия, генерал-полковник от Югославската народна армия.

## Биография
Роден е на 7 юли 1921 година в село Брусник в бедно семейство. През есента на 1941 година става член на Съюза на комунистическата младеж на Югославия. След окупацията на Югославия се включва активно в комунистическата съпротива, като събира оръжие, боеприпаси и други, за да създаде партизански отряд. Включва се в създадения през пролетта отряд и е командир на чета в него. През зимата на 1943 година е командир на Народоосвободителен батальон „Стив Наумов“. През февруари 1944 година се формира Третата македонска бригада, в която влиза отрядът на Карангелевски. Постига значителни успехи по време на пролетната офанзива през 1944 година в района на Ново село, Ристовац, Крива река, Лисец, Плачковица и планината Огражден. От 21 юни 1944 е заместник-командир на Трета македонска бригада. Скоро след това в Източна Македония се образува нова военна единица – Четвърта македонска бригада, на която Карангелевски става заместник-командир от 24 юли до 17 септември 1944 година. След това става командир и на Пета, Седма македонска ударна бригада (командир 22 август-4 октомври 1944) и 49 дивизия. В Комунистическа Югославия заема различни постове в Югославската народна армия с чин генерал-лейтенант като командир на армия, а по-късно е комендант на Скопската военна област с чин генерал-полковник до смъртта си през 1977 година. в нещастен случай. Бил е депутат в Събранието на Социалистическа република Македония, в Съюзното събрание на Югославия и член на ЦК на ЮКП.
Носител е на „Партизански възпоменателен медал 1941“ и е удостоен със званието народен герой на Югославия на 29 ноември 1953 година.